# Château d'Orbe
Le château d'Orbe est un ancien château fort, d'origine très ancienne et remanié à plusieurs reprises, qui se dresse sur la commune d'Orbe dans le canton de Vaud, en Suisse.
Les ruines du château ainsi que l'esplanade sur laquelle il se dressait font l'objet d'une inscription sur la liste de l'Inventaire suisse des biens culturels d'importance nationale et régionale.

## Situation
Les vestiges du château d'Orbe sont situés dans le canton de Vaud sur la commune d'Orbe.

## Histoire
La date exacte de la fondation du château d'Orbe n'est pas connue, mais il est cité en 864 lorsque l'empereur Louis II et son frère Lothaire II s'y rencontrent. On sait également que le roi Conrad III de Bourgogne le fait restaurer à la fin du Xe siècle. Le château passa ensuite entre différentes mains (dont Amédée III de Montfaucon-Montbéliard, sire d'Orbe, qui l'agrandit entre 1232 et 1233 et Louis de Châlons-Arlay qui procéda à sa restauration au XVe siècle). À cette époque, le château se présente sous la forme d'un carré savoyard, flanqué de trois tours carrées et d'un donjon rond.
En 1475, lors de la prise de la ville par les troupes confédérées, le château est partiellement détruit : seules les tours et le donjon sont conservés. Près d'un siècle plus tard, la municipalité fait raser deux des tours restantes et abaisser les murs d'enceinte restant jusqu'à un mètre du sol environ ; les matériaux récupérés seront utilisés pour combler les anciens fossés du château et agrandir la place sur laquelle il se trouvait.

### Description
Il ne subsiste aujourd'hui du château d'Orbe plus qu'une tour carrée et un donjon circulaire.
La tour ronde du château d'Orbe serait, d'après Daniel de Raemy, dans l'état actuel de nos connaissances la première de ce type à être érigée en pays romand, et ce dès 1233. Cette tour est ouverte au public (accès payant) et elle abrite une petite exposition sur l'histoire du château. Le sommet de la tour offre un point de vue sur toute la ville et la plaine de l'Orbe.

Tour carrée du château d'Orbe, photographie prise en 1899 de Max van Berchem
Tour ronde du château d'Orbe vue depuis le nord-est, photographie prise en 1899 de Max van Berchem
Vue partielle depuis le nord-est de la tour ronde du château d'Orbe, photographie prise en 1899 de Max van Berchem